# Шансанглар
Шансангла́р (фр. Champsanglard) — коммуна во Франции, находится в регионе Лимузен. Департамент коммуны — Крёз. Входит в состав кантона Бонна. Округ коммуны — Гере.
Код INSEE коммуны — 23049.

## Население
Население коммуны на 2010 год составляло 228 человек.
| 1962 | 1968 | 1975 | 1982 | 1990 | 1999 | 2010 |
| ---- | ---- | ---- | ---- | ---- | ---- | ---- |
| 344  | 328  | 241  | 205  | 202  | 207  | 228  |

## Экономика
В 2010 году среди 144 человек трудоспособного возраста (15—64 лет) 106 были экономически активными, 38 — неактивными (показатель активности — 73,6 %, в 1999 году было 64,8 %). Из 106 активных жителей работали 89 человек (41 мужчина и 48 женщин), безработных было 17 (10 мужчин и 7 женщин). Среди 38 неактивных 10 человек были учениками или студентами, 13 — пенсионерами, 15 были неактивными по другим причинам.